# Niuatoputapu (langue)

Le niuatoputapu est issu du proto-polynésien, qui s'est scindé en plusieurs groupes vers 900.

Le niuatoputapu était la langue autochtone de l'île de Niuatoputapu et de Tafahi, aux Tonga. Au cours du XVIIIe ou du XIXe siècle, elle a disparu, remplacée par le tongien. Pratiquement toutes les connaissances de la langue niuatoputapu proviennent d'une liste de mots compilée par le navigateur hollandais Jacob Le Maire en 1616 lorsqu'il fit escale sur l'île. 

## Histoire et classification

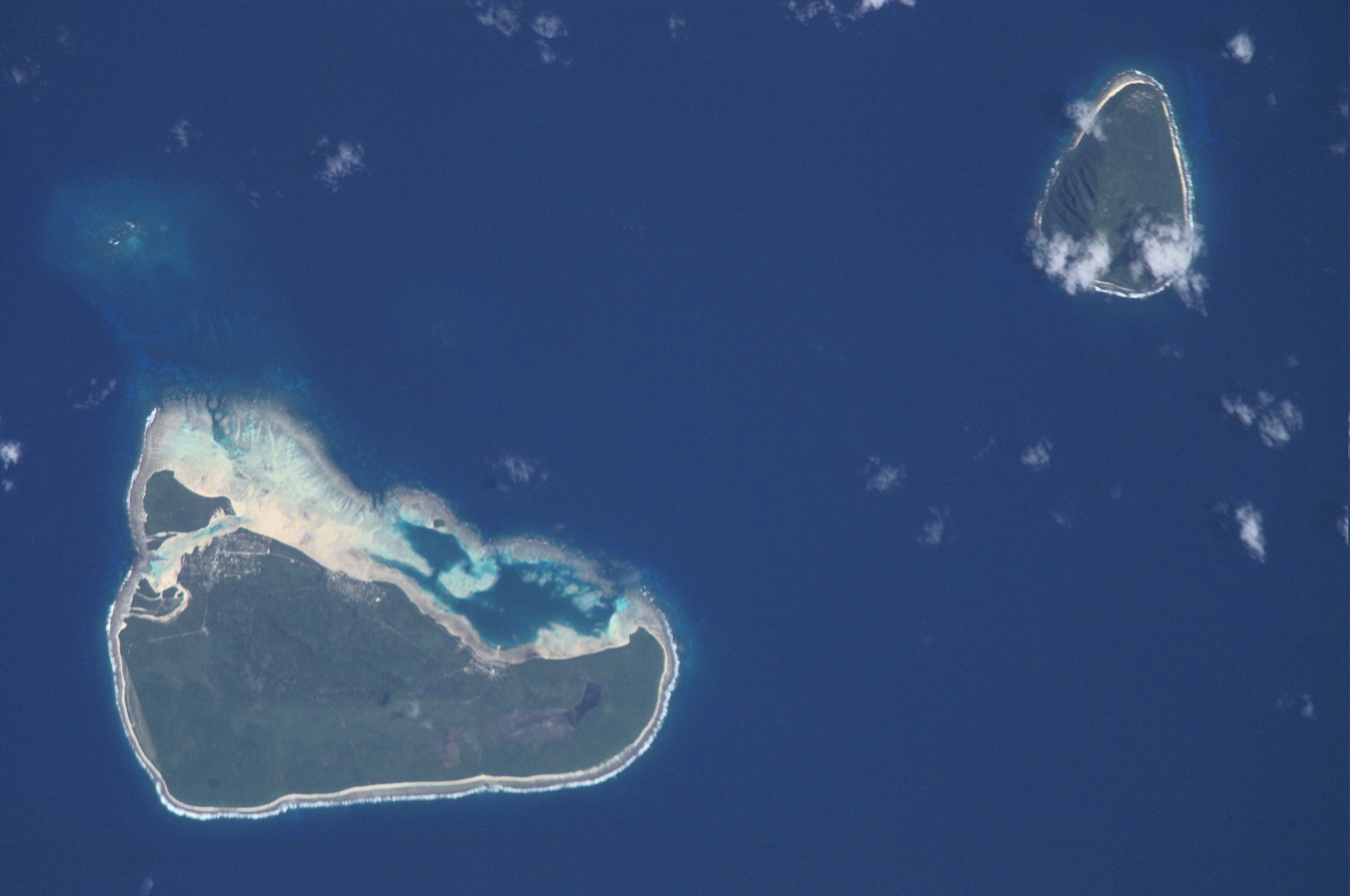
Les îles de Niuatoputapu (bas) et Tafahi (haut), où était parlé le niuatoputapu avant qu'il ne soit supplanté par le tongien.

Le niuatoputapu est une langues polynésienne issue du proto-polynésien. D'après le vocabulaire collecté en 1616, Bruce Biggs conclut que le niuatoputapu appartenait au groupe samoïque outlier, et non pas au groupe des langues tongiques.
Le tongien a supplanté peu à peu le niuatoputapu en raison de la conquête tongienne de Niuatoputapu et des contacts intenses avec le reste des Tonga qui se sont ensuivis.

## Exemple de mots
Les mots suivants sont issus du site Pollex, qui recense plus de 200 mots en niutaoputapu:
| Français                                    | Niuatoputapu |
| ------------------------------------------- | ------------ |
| arbre                                       | ʻakau        |
| « vers l'intérieur des terres »             | ʻuta         |
| « sous le vent », nord de l'île             | lalo         |
| natte                                       | fala         |
| panier tressé en feuilles de cocotier       | ʻoa          |
| fruit du pandanus                           | hingano      |
| animal, oiseau                              | manu         |
| blanc                                       | tea          |
| eau douce                                   | vai          |
| eau salée                                   | tahi         |
| océan                                       | moana        |
| bateau                                      | vaka         |
| poisson                                     | ika          |
| requin                                      | ʻanga        |
| tortue de mer                               | fonu         |
| dauphin                                     | mahimahi     |
| anguille                                    | toke         |
| serpent marin                               | tukuhali     |
| filet de pêche                              | kupenga      |
| pêche réalisée en empoisonnant les poissons | ʻaukava      |